# Saint-Pal-de-Mons
Saint-Pal-de-Mons är en kommun i departementet Haute-Loire i regionen Auvergne-Rhône-Alpes i centrala Frankrike. Kommunen ligger i kantonen Sainte-Sigolène som tillhör arrondissementet Yssingeaux. År 2022 hade Saint-Pal-de-Mons 2 324 invånare.

## Befolkningsutveckling
Antalet invånare i kommunen Saint-Pal-de-Mons
| Referens: INSEE |